# Davao de Oro
La Davao de Oro (anglais : Davao de Oro) est une province des Philippines située dans la région de Davao sur Mindanao. La province abrégée en Comval faisait autrefois partie du Davao du Nord jusqu'à en être séparée en 1998. C'était alors une des provinces les plus récentes des Philippines avec les îles Dinagat et le Zamboanga Sibugay. Sa capitale est Nabunturan.

## Villes et municipalités
Municipalités
- Compostela
- Laak
- Mabini
- Maco
- Maragusan
- Mawab
- Monkayo
- Montevista
- Nabunturan
- New Bataan
- Pantukan